# Tour de Xingtai
O Tour de Xingtai (oficialmente: Tour of Xingtai) é uma carreira ciclista profissional por etapas que se realiza em Xingtai e seus arredores na República Popular da China.
A primeira edição disputou-se no ano 2017, fazendo parte do UCI Asia Tour como concorrência de categoria 2.2 e foi vencida pelo ciclista estadounidense Jacob Rathe.

## Palmarés
| Ano  | Vencedor             | Segundo           | Terceiro             |           |
| ---- | -------------------- | ----------------- | -------------------- | --------- |
| 2017 | Jacob Rathe          | Dušan Kalaba      | Salah Eddine Mraouni |           |
| 2018 | Damiano Cima         | Ulises Castillo   | Mykhaylo Kononenko   |           |
| 2019 | Carlos Cobos Márquez | Amir Kolahdozhagh | Mykhaylo Kononenko   |           |
| 2020 | cancelado            | cancelado         | cancelado            | cancelado |
| 2021 | cancelado            | cancelado         | cancelado            | cancelado |

## Palmarés por países
| País           | Vitórias |
| -------------- | -------- |
| Estados Unidos | 1        |
| Itália         | 1        |